# Amaral Gurgel (escritor)
Francisco Ignácio do Amaral Gurgel (Araraquara, 24 de janeiro de 1910 — Rio de Janeiro, 1988), mais conhecido pelo sobrenome Amaral Gurgel, foi um autor de radionovelas, telenovelas, dramaturgo, ator, locutor e escritor brasileiro. Em seus trabalhos iniciais empregou os pseudônimos Assis Machado e Duke.
Gurgel foi autor de "centenas de textos para o rádio e a televisão, além de diversas peças para o teatro", sendo considerado um "precursor da radionovela" no país. Começou sua carreira no teatro em Araraquara em meados da década de 1930, sendo convidado para trabalhar na Rádio Nacional, no Rio de Janeiro, em 1940. Em 1941 atuou em Em Busca da Felicidade, uma das primeiras radionovelas brasileiras, no papel de Fonseca e, já em 1942, lançou sua primeira radionovela, chamada Gente de Circo. Suas obras Penumbra e Ternura encontraram grande sucesso no rádio, a segunda contando com trilha sonora original gravada por Francisco Alves em 1944. No teatro, as peças Pão Duro e Gente Honesta fizeram enorme sucesso, sendo esta segunda adaptada para o cinema pela Atlântida. Nas palavras do acadêmico Arnaldo Niskier, foi "O rei das novelas de rádio" e um "gênio da literatura brasileira".

## Biografia

### Primeiros anos
Nasceu em Araraquara em 24 de janeiro de 1910, filho de um funcionário dos Correios de nome Luiz Ignácio do Amaral Gurgel com uma dona de casa de nome Sebastiana Assis Machado Gurgel. Seus primeiros anos de vida são conhecidos apenas através de entrevistas e do depoimento concedido em 1976 para a Rádio Nacional, na ocasião do aniversário de quarenta anos da emissora. Gurgel ficou órfão de pai bastante jovem, vítima da gripe espanhola em 1918, e cursou até o segundo ano do curso primário. Segundo o depoimento, a família (constituída por Gurgel, sua mãe e sua irmã) teria se mudado para Cedral e posteriormente retornado a Araraquara por volta de 1923. Sobre o período em Cedral, o escritor diz:
[...] ali, conheci tipos que ficaram na minha memória: caboclos de pés descalços e bolsos recheados de dinheiro, capangas de profissão, ladrões de cavalo, imigrantes de todos as raças, inclusive japoneses, que começaram a vir para o Brasil. Assisti brigas, tiroteios e vi homens caírem baleados. Muitos desses tipos registrei mais tarde nas histórias que conto.
De volta a Araraquara, Amaral Gurgel retomaria os estudos primários, trabalhando como entregador, ajudante em uma farmácia e vendedor de títulos de capitalização. Foi com essa idade que teria ingressado na Companhia Estrada de Ferro Araraquara, de início sem receber salário, sendo posteriormente promovido a escriturário. No início dos anos 1930, Gurgel começaria a publicar sonetos e artigos nos jornais O Imparcial e Diário de Notícias, ambos de Araraquara, sob o pseudônimo Duke. Tal pseudônimo ficou associado ao escritor em sua cidade natal, sendo incluído na praça batizada em sua homenagem

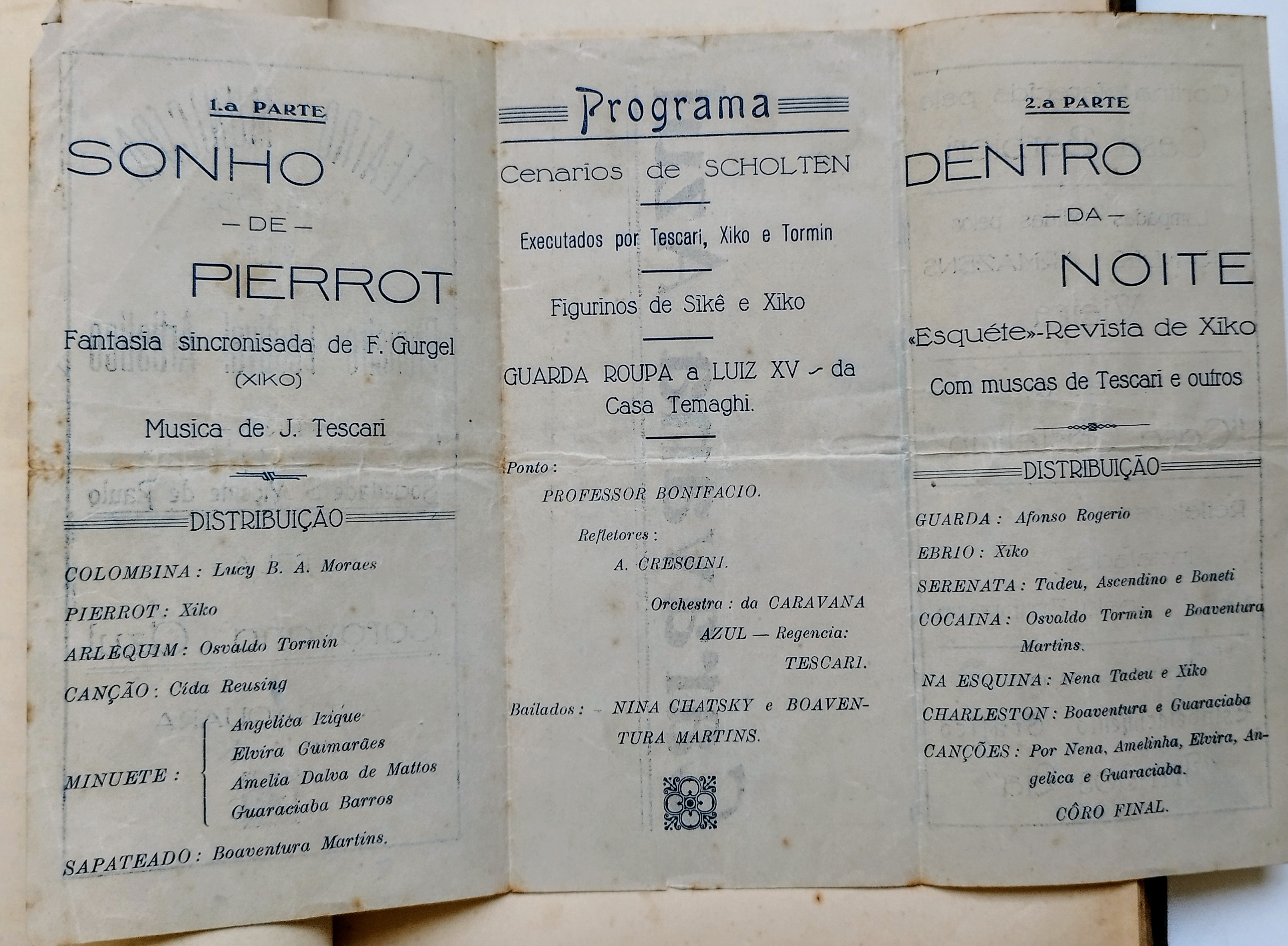
Panfleto do primeiro festival artístico promovido pela companhia de teatro amador Caravana Azul no Teatro Municipal de Araraquara em 1931 - interior.

Em 1931, Gurgel participa da companhia de teatro amador Caravana Azul com sua peça Sonho de Pierrot, encenada no Teatro Municipal de Araraquara, descrita por Renato Murce como "uma ópera falada com música do maestro José Tescari e por Gurgel como “um ‘mudrama’, pois que todos os movimentos dos personagens eram acompanhados pela música. Uma espécie de ópera falada. Mas também poderia ser considerada uma opereta, pois tinha trechos cantados!". Foi através da pela que o autor relata ter conhecido Amélia D'Alva de Mattos, com quem viria a se casar em 1937. O primeiro filho do casal, Luis Carlos, nasceu em 1939 e o segundo, José Sérgio, em 1941.

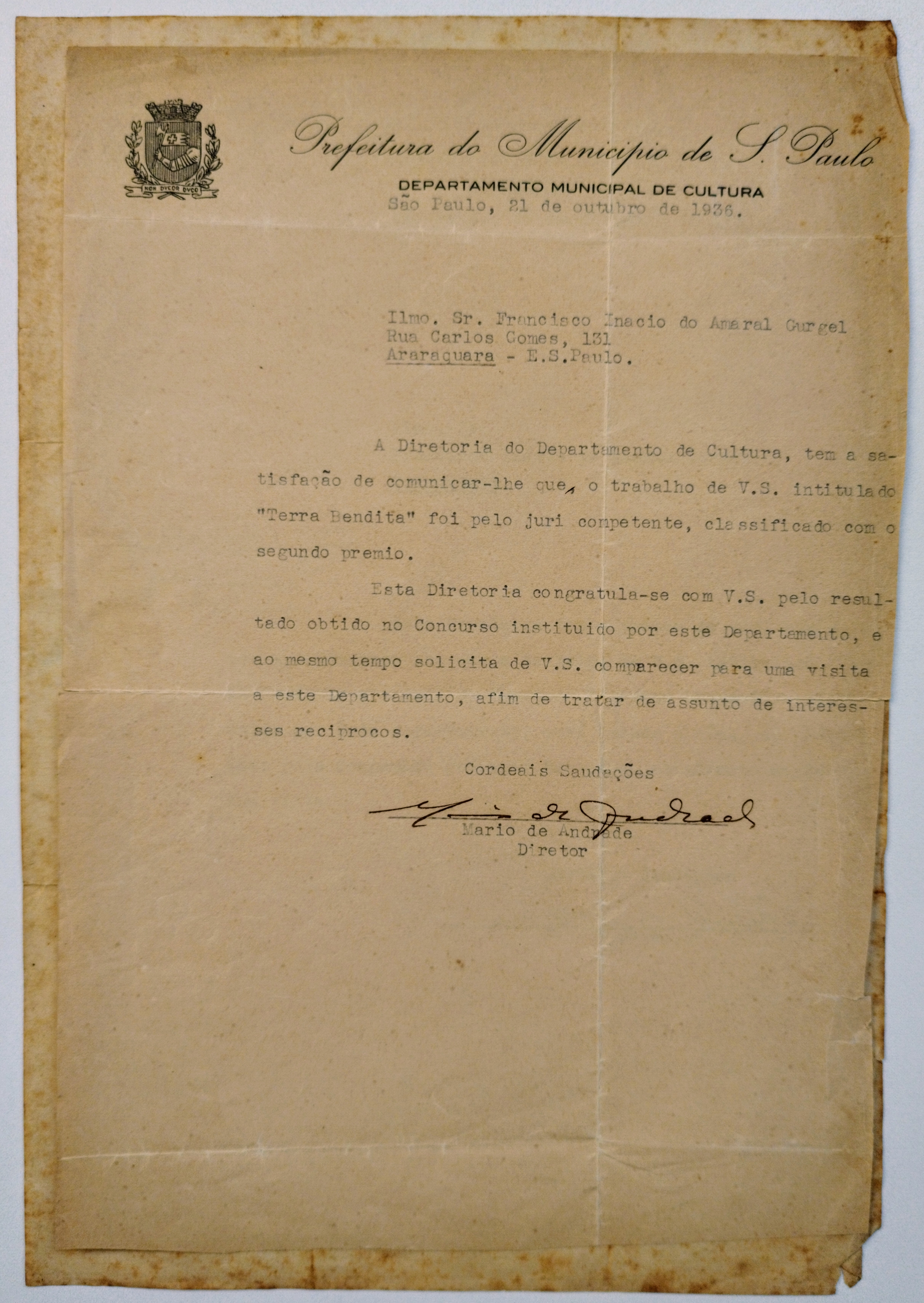
Carta enviada por Mario de Andrade a Amaral Gurgel em 21/10/1936 informando sobre a vitória de Terra Bendita no concurso de peças teatrais promovido pelo Departamento de Cultura de São Paulo.

Por volta de 1933 teria começado a atuar na incipiente PRD-4 Rádio Cultura de Araraquara. Em 1936 o Departamento de Cultura do Município de São Paulo, sob direção de Mario de Andrade, lançou um concurso de peças teatrais, no qual uma peça de Gurgel chamada Terra Bendita recebeu a segunda colocação, sendo publicada como livro no ano seguinte. Há um erro na edição, conforme o próprio autor explica, pois na capa do livro não foi publicado seu nome, mas sim o pseudônimo Assis Machado, que empregou para a inscrição no concurso. O erro se repetiu por muitos anos a partir dessa fonte. Procópio Ferreira leva a peça para os palcos do Teatro Municipal de Araraquara em 1937, atuando no papel de Juvêncio, e depois para o Teatro Boa Vista em São Paulo. Em 1939 o programa Teatro em Casa, da Rádio Nacional, transmitiu uma adaptação de Terra Bendita, identificando o autor ainda pelo pseudônimo.
A partir de então a emissora carioca passa a encomendar obras de Gurgel, a saber as peças: Não Julgueis (veiculada em 20 de Agosto de 1939), Trapézios Volantes (em 8 de dezembro) e Os Transviados (em 22 de dezembro). Estes dois últimos fizeram enorme sucesso de público e acabaram publicados como romance em uma mesma edição pela Editora da Rádio Nacional em 1944. A aproximação entre o escritor e a emissora teve como principal mediador locutor Celso Guimarães. Ele é finalmente contratado, se mudando para o Rio de Janeiro em 1940.

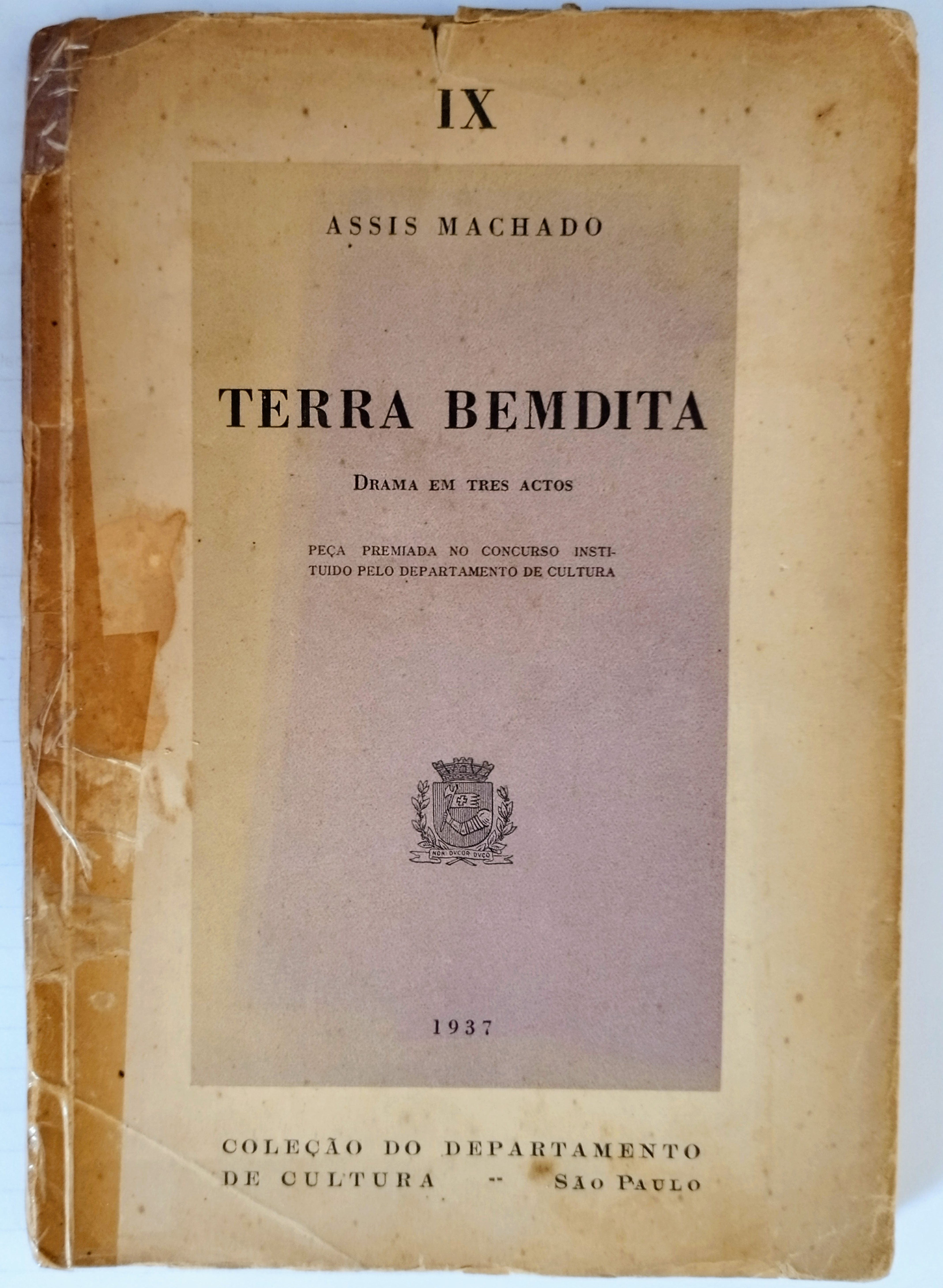
Capa do livro Terra Bendita, de Assis Machado (pseudônimo de Amaral Gurgel), de 1937, publicado pelo Departamento de Cultura do Município de São Paulo.

Ainda em 1939, Gurgel enviou um conto chamado “Amanhã É Domingo” para um concurso do Semanário Dom Casmurro, recebendo a sexta colocação. Dois votos favoráveis partiram dos jurados Oduvaldo Vianna e Graciliano Ramos.

### Novelista na Rádio Nacional
A Rádio Nacional surge como rádio-sociedade em 1936, mudando de direção três vezes até ser incorporada ao Estado por Vargas. Em um contexto de Estado Novo, Vargas atribuía à empresa um papel de integração nacional e de comunicação direta do governo varguista com as camadas mais pobres da população. Para cumprir tal projeto, o governo aposta em músicas populares, programas humorísticos e radioteatro para atrair público.

A literatura sobre o rádio brasileiro costuma considerar Em Busca da Felicidade, de 1941, como a primeira radionovela irradiada no país. Nos últimos anos, os usos dos termos radioteatro e radionovela passaram a ser mais discutidos e esse pioneirismo deixa de ser tão auto-evidente como se considerava. De toda forma, Em Busca da Felicidade foi um marco histórico pelo engajamento do público, abrindo caminho para toda uma era do rádio que tinha as radionovelas como atração principal. Amaral Gurgel já escrevia ficção para a Rádio Nacional desde 1940, inclusive com obras seriadas. São exemplos de trabalhos desse tipo: As Aventuras de Frank Vernon (obra seriada), João Timbira em Redor do Brasil (obra "animada no microfone") e Policial Vassalo (atração ficcional dentro do Programa Luiz Vassalo). No depoimento, Amaral Gurgel cita também uma outra atração chamada Bazar que teria ficado sob sua responsabilidade, a respeito da qual não foram encontrados mais vestígios:
Deram-me um programa matinal das nove às onze (os horários nobres só começavam depois das dezenove horas), dei-lhe o título de Bazar. Para me auxiliar, dois locutores ótimos: Aurélio de Andrade e Rubens do Amaral, que também faziam a narração. Pedi duas vozes femininas, mas não iam usar na rádio atriz para tal horário. Celso Guimarães chamou uma mocinha de Niterói que já fizera pequenos papéis no Teatro em Casa, e surgiu uma outra atriz que fizera Teatro de Estudante. Foram contratadas. Eram apenas Isis de Oliveira e Yara Sales.
Nesse período também participou como locutor do concurso “As Mais Lindas Cartas de Amor”, fazendo par com Yara Sales. Teve as seguintes obras veiculadas no Teatro em Casa: A Mulher que eu Pago (05/01/1940, adaptada de sua peça de teatro de mesmo nome), O Mandarim (23/02/1940, adaptado do romance de Eça de Queiroz), Linda (19/04/1940) e Luta (31/01/1941)

Pouco depois da estreia de Em Busca da Felicidade, Oduvaldo Vianna escreve Fatalidade, “a primeira radionovela criada no Brasil”, para a Rádio São Paulo. No ano seguinte, a Rádio Nacional encomenda a Amaral Gurgel a novela Gente de Circo, sua primeira incursão no gênero.  No ano seguinte, mais três novelas de Gurgel chamam a atenção do público. A primeira se chamava Três Vidas, transmitida às 21h39. A segunda, chamada A Outra, entrou na programação no horário das 10h30. Já a última, chamada Penumbra, parece ter atraído ainda mais ouvintes no horário das 13h00. Penumbra foi anunciada como próxima adaptação para o cinema pela produtora Atlântida em 1947, porém o filme nunca chegou a ser lançado. O depoimento aponta que esta se chamaria Alvorada, mas foi inicialmente rejeitada pela Nacional por se passar em um morro carioca:
 Vagando o novo horário das treze horas, Victor [Costa] pediu-me uma novela. Escrevi Alvorada, um enredo no qual eu queria mostrar a vida nos morros cariocas. No ensaio, Paulo Gracindo e Zezé Fonseca torceram o nariz. Uma história num ambiente de pobreza e miséria não iria funcionar. Levaram seus protestos a Victor Costa, que me chamou. Discutimos. Irritado, rasguei os primeiros capítulos que já havia escrito. Victor empalideceu: a novela ia começar poucas horas depois e não existia nenhum outro original. Mais calmo, sentei-me à máquina e bati rapidamente o primeiro capítulo de uma novela, na qual eu pretendia gozar os artistas e o público. Queriam mistérios com fundos falsos, medalhinhas e outras bobagens? Eu faria. Queriam cenas lacrimogêneas, forçadas pelos pais a um casamento que não os agradava? Eu faria. Mas, casamentos forçados estavam fora de época. Por isso situei a história em mil oitocentos e trinta, e não assisti aos ensaios, nem ouvi os primeiros capítulos. Só quando começaram a me cumprimentar pelo sucesso, e o próprio Victor veio me abraçar, compreendi que aquilo que começara como molecagem era um bem de ouro. [...] Foi assim que nasceu a novela PENUMBRA, o meu maior sucesso do gênero. Paulo Gracindo deu à sua filha, nascida naquele ano, o nome da heroína nossa da história: Lenora.
As radionovelas ocupavam um lugar na cultura popular que rendia em muitos momentos críticas duras dos profissionais especializados. Curiosamente, ao mesmo tempo que essa crítica conseguia reconhecer os méritos de alguns desses escritores, como é o caso de Ghiaroni chamado de “um poeta, que, para ganhar o pão, faz novela de rádio”, e do próprio Amaral Gurgel, suas obras eram criticadas pelo excesso de “choro-tiro-facada”.

Lia Calabre discorre:
E o terceiro gênero de programa entre os mais criticados estava o das radionovelas. Seguindo uma tradição folhetinesca, as radiodramatizações mantinham a fórmula do suspense ao final da cada capítulo da apresentação de histórias com alto grau de sofrimento e lágrimas. As radionovelas foram amplamente difundidas em toda a América Latina, sendo extremamente populares. No Brasil, as novelas radiofônicas sempre despertaram a ira dos intelectuais, apesar das várias adaptações de clássicos da literatura para transmissão radiofônica. Em junho de 1947, A Noite Ilustrada, publicou o resultado de uma pesquisa sobre as novelas e a intelectualidade mineira. A apreciação do poeta Alphonsus de Guimarães sobre a novela radiofônica foi a seguinte: Ela não é somente uma contrafação da realidade, penetrada de um falso romanesco. Pela sua linguagem, pelas situações que explora, só pode mesmo contribuir para empobrecer o nosso já pobre nível cultural.
Elaborando essa má fama das radionovelas, Amaral Gurgel relata:
No entanto, como as novelas fizeram sucesso, desencadeou-se uma campanha contra o que era chamado de sub-literatura e sugerindo que a rádio chamasse os verdadeiros intelectuais. A Nacional, então, contratou Joracy Camargo para escrever Ódio. Cartazes, entrevistas e muita badalação, e foi estreada. Já no quinto capítulo Joracy estava arrependido. Dizia que aquilo era trabalho para malucos, pois no tempo gasto para escrever três capítulos, poderia escrever uma peça que lhe daria mais fama e mais dinheiro. Desanimou, e Victor Costa chegou a trancá-lo na sala até que terminasse o capítulo que deveria apresentar no dia seguinte. Joracy passou a responder com palavrões aos amigos que vinham felicitá-lo por ter aderido ao rádio. Encerrou a novela no décimo sexto capítulo e nunca mais quis saber de rádio.
Em 1944 Gurgel escreve mais uma novela de grande repercussão, Ternura, que se destacou pela música tema, com melodia composta por Lírio Panicalli e letra do próprio novelista. Foi gravada na época por Francisco Alves e depois por Cauby Peixoto, em 1972. Foi traduzida para italiano e inglês. No mesmo ano , Gurgel migra da Rádio Nacional para a recém fundada Rádio Globo, convidado por Gagliano Neto.

### "Pão Duro" e outros sucessos no teatro

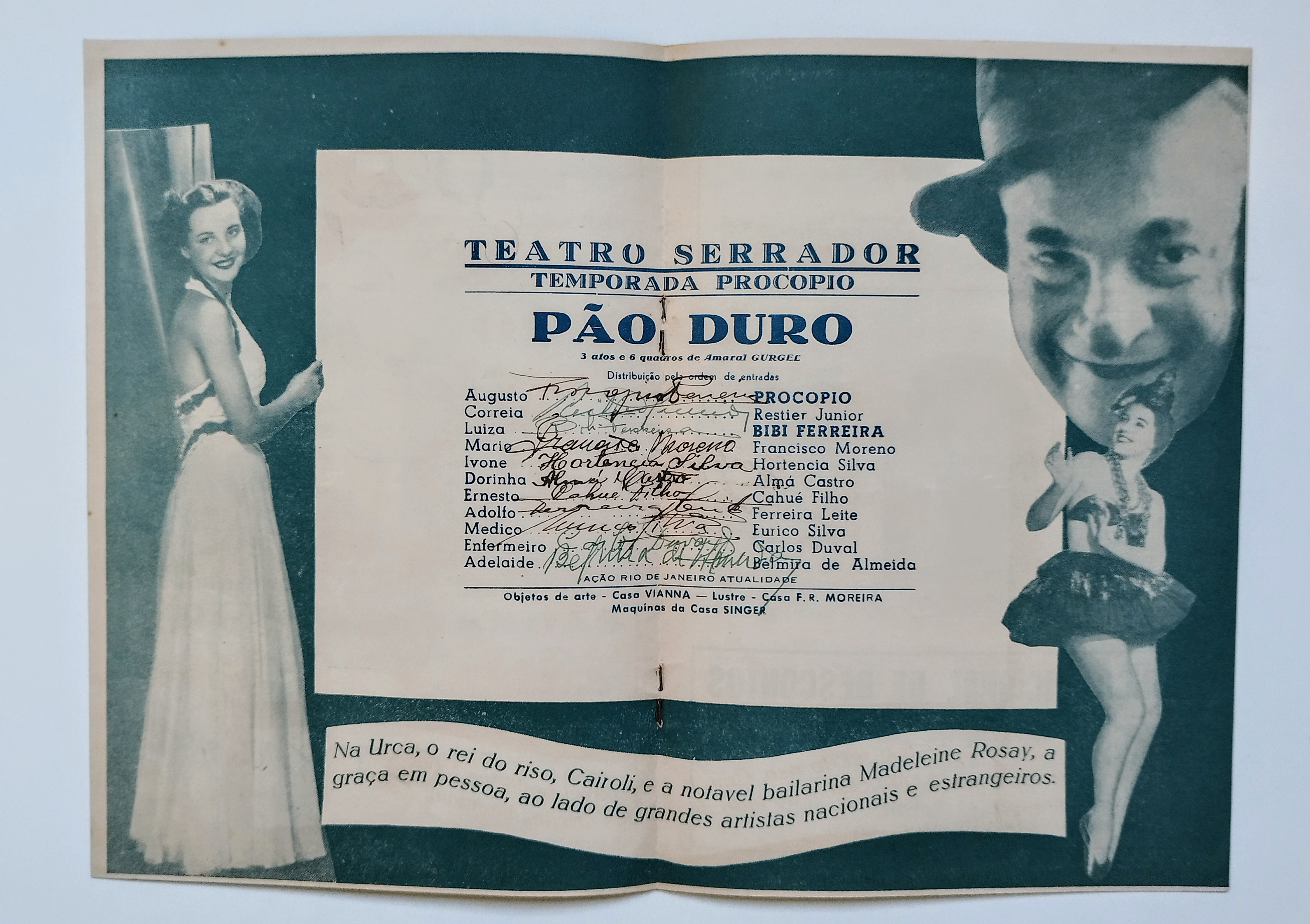
Panfleto da peça Pão Duro (1941) de Amaral Gurgel, encenada pela Companhia Procópio Ferreira.

Nesses primeiros anos no Rio de Janeiro, Amaral Gurgel produziu algumas obras para o teatro. Uma delas, chamada “Pão Duro”, foi levada aos palcos pela Companhia Procópio Ferreira no Teatro Serrador em 1941, contando com Bibi Ferreira no elenco, em um de seus primeiros trabalhos. A história gira em torno de um homem que pedia esmola de pão adormecido no Rio de Janeiro e que, quando morreu, descobriram que possuía uma fortuna escondida. Essa peça ocupa um lugar especial nas memórias sobre o autor, que é apontado algumas vezes como o inventor da expressão popular “pão duro”. Ele próprio não reivindicava tal autoria e dizia que a ideia da peça partido de Procópio.
Já a comédia Gente Honesta foi levada aos palcos do Teatro Regina em 1943, e depois para o cinema no ano seguinte pela produtora Atlântida, trazendo Oscarito no elenco.
Em 1947, Gurgel escreveu, já para a Globo, uma novela chamada Meu Nome É Doutor, que teve posteriormente seus direitos de adaptação negociados com a Paulistana Film e resultou na comédia Macumba na Alta, com direção de Maria Basaglia em 1958.

### Rádio Globo

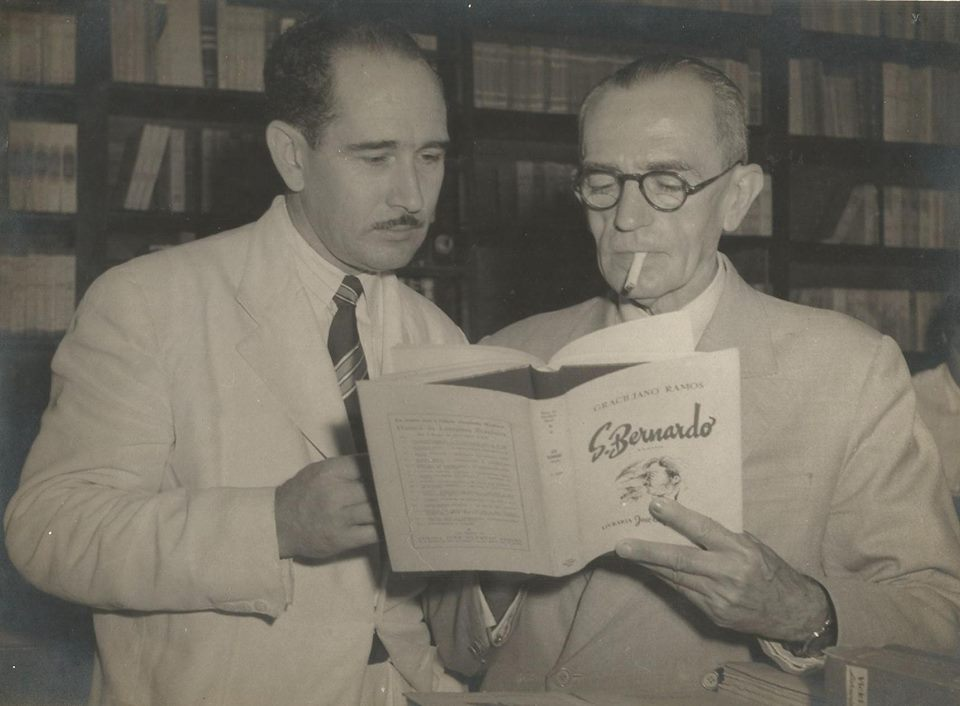
Amaral Gurgel ao lado de Graciliano Ramos em 1949.

No fim de 1944, surge a Rádio Globo AM, contando com um robusto cast de radioatores, humoristas e orquestra própria. Amaral Gurgel é contratado ainda em 1945 como diretor do departamento artístico. 
A passagem de Amaral Gurgel pela Globo parece ter sido seu período mais profícuo. O concurso “Melhores do Rádio”, promovido pela Revista do Rádio, premiou Amaral Gurgel como melhor novelista por quatro anos consecutivos, entre 1951 e 1954 . Na primeira edição, contou com a presença do então vice-presidente Café Filho e, na segunda, do presidente Getúlio Vargas. Na tentativa de trazer mais prestígio para o rádio, Gurgel adapta São Bernardo, de Graciliano Ramos em 1949.

O novelista relata ter sido convidado por Victor Costa para retornar à Nacional. Em 1953 a Globo realizou uma grande mudança em sua linha editorial, podando as radionovelas de sua programação.

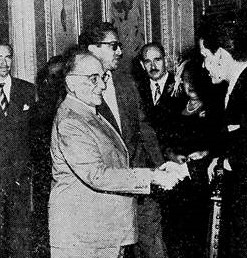
Presidente Getúlio Vargas na premiação "Os Melhores do Rádio" de 1951, junto de Amaral Gurgel e outros trabalhadores do setor.

A Globo já tinha despedido as orquestras e havia boatos de que o mesmo iria acontecer com o rádio-teatro. A única dúvida para mim era a diferença de salários. A Nacional costumava pagar muito mal a seus artistas, mas houve um acerto: Victor me daria um salário pela exclusividade, outro como ensaiador e pagaria direitos autorais à parte. Era o sistema da Nacional naquela época: dar inúmeras funções ao contratado para acertar o ordenado. Deu resultados naqueles tempos, mas era falho. Edmo do Valle, grande contrarregra de rádio-teatro, era ativista musical e tinha mais três ou quatro funções. Para os artistas então era um desastre, como se viu depois um Celso Guimarães, um César Ladeira, uma Isis de Oliveira, em fins de carreira ganhando ordenados irrisórios

### Organizações Victor Costa (OVC)

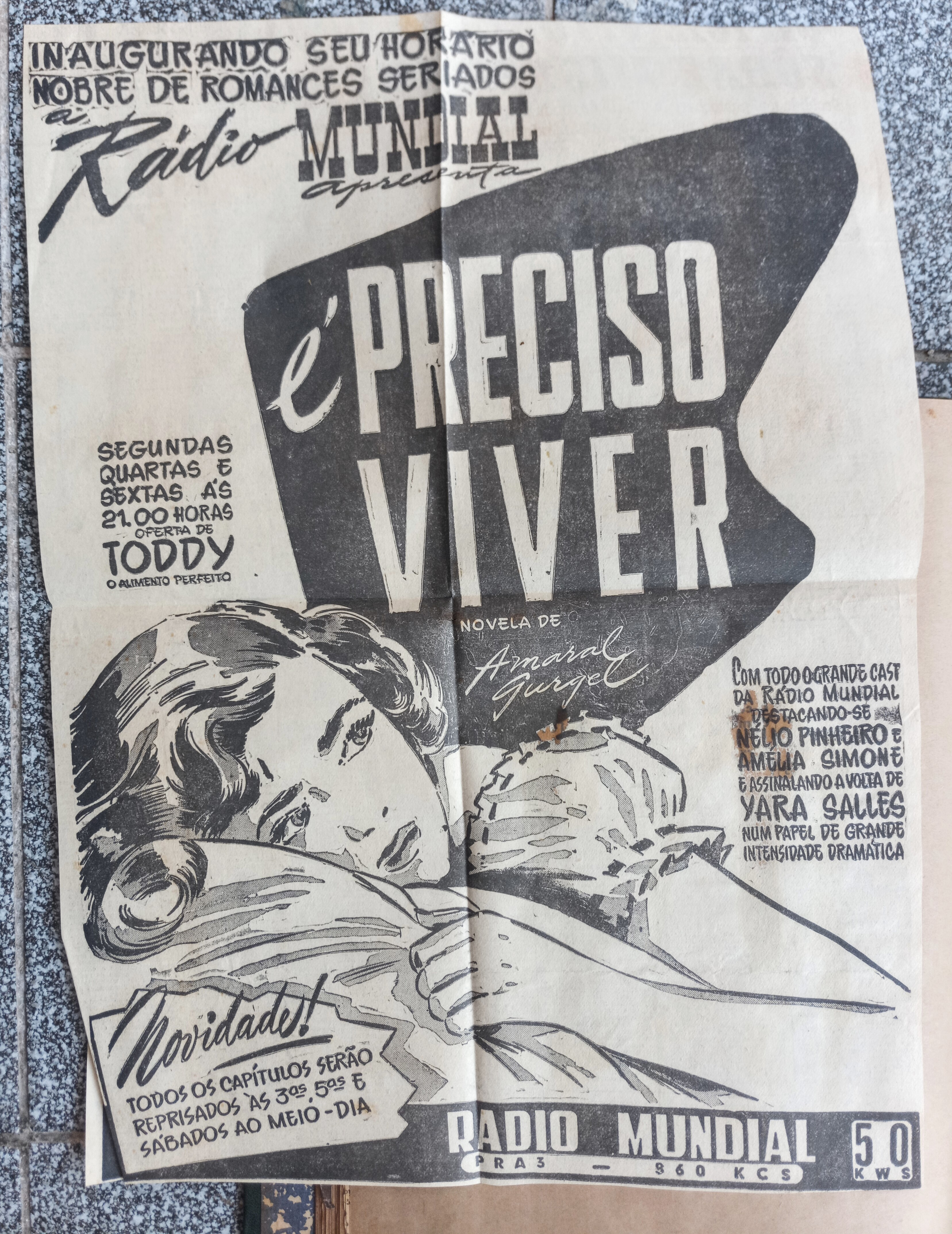
Cartaz de divulgação da radionovela É Preciso Viver, de Amaral Gurgel para a Rádio Mundial.

Amaral Gurgel migra entre diversas emissoras de rádio e de televisão a partir de sua saída da Globo em 1952. Grande parte delas pertencia às Organizações Victor Costa (OVC), seja totalmente, seja tendo parte de suas ações controladas pela companhia. A migração de Gurgel entre elas provavelmente foi facilitada pelo ex-diretor da Rádio Nacional, que àquela altura montava seu conglomerado privado.
Em 1953 Gurgel escreve Banzo para a Rádio Nacional de São Paulo, emissora fundada por Victor Costa, de propriedade privada, que não tinha relação com a estatal sediada no Rio de Janeiro. Em 1955 escreve Que o Céu Me Condene para a mesma emissora e É Preciso Viver para a Rádio Mundial. Esta foi objeto de um desentendimento quando, anos depois, a peça Come Back My Little Sheba chegou ao Brasil com o mesmo título. O novelista segue na Mundial no ano seguinte com Retalhos da Vida e Enquanto o Sono Não Chega.
A Mayrink Veiga também tem ações compradas pela OVC e lá Gurgel escreve em 1956 Olhai o Sol nas Alturas e, em 1957, Hotel do Luar. Em 1962 escreve Era Uma Vez Uma Farmácia, para a Nacional de São Paulo, e em 1963 escreve O Dono da Saudade para a Rádio São Paulo. Seus trabalhos de maior sucesso nesse período foram quase todos na Nacional de São Paulo, no depoimento ele lista O Direito de Matar, Sua Excelência o Garçom e Romance das Cartas.

### Trabalhos na televisão

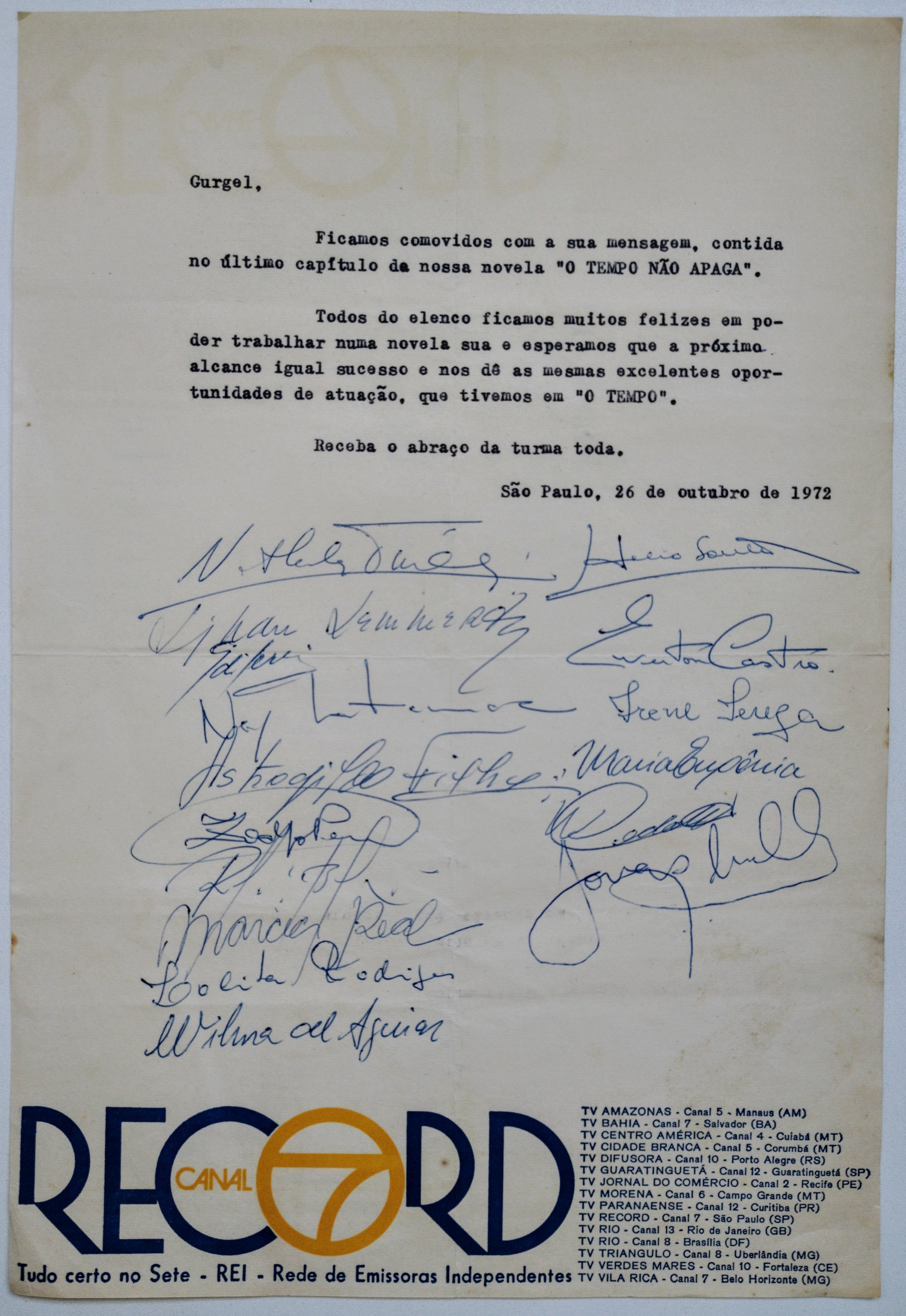
Agradecimento do elenco de O Tempo Não Apaga (Tv. Record, 1972) a Amaral Gurgel.

Em 1952, informa que Gurgel é contratado pela TV Tupi. As radionovelas contribuíram para a construção da linguagem televisiva do gênero e não foi incomum a migração de autores entre os dois meios. Em 1964, Gurgel entra para a equipe da TV Rio e sua radionovela Banzo vai ao ar pela emissora, com adaptação de Roberto Freyre. Em 1972 estreia sua principal obra televisiva, O Tempo Não Apaga, na TV Record .

### Retorno à Rádio Nacional (Rio de Janeiro)
Gurgel se reaproxima da Rádio Nacional (estatal do Rio de Janeiro) por volta de 1965 com a peça "O Drama de Cada Um". Sua volta para a emissora pode ser consequência do desmantelamento da OVC em 1966, sete anos após a morte de seu fundador.
O declínio da Rádio Nacional tem motivos diversos, se iniciando em meados dos anos 1950. Entre os diversos motivos, Miriam Goldfeder aponta que a perda da eficácia simbólica da Nacional contribuiu muito no processo. Com a absoluta falta de renovação de seu projeto como um todo, a Nacional teria “deixado de responder às necessidades culturais e psicológicas do público ao qual se dirigia” a partir da segunda metade da década de 1950. 
Amaral Gurgel passa a enfrentar também grande dificuldade em atrais público com suas radionovelas, ao mesmo tempo que suas investidas na televisão não parecem tem sido tão profícuas. A Rádio Nacional se mantém para ele como um refúgio.

Em 02 de abril de 1964, apenas um dia depois do golpe militar, o intervém na Rádio Nacional, trocando sua direção e afastando 67 profissionais da emissora, além de colocar outros 81 sob investigação.
Da relação inicial de indiciados sairia uma lista de 36 demitidos pelo Ato Institucional n°1, dos quais seis morreram antes de ver a chegada da anistia, 17 anos depois, em julho de 1980. Dos 30 anistiados, 12 foram reintegrados e 18 aposentados, sem que tal fato tenha até agora (julho de 1984) se refletido de alguma forma no panorama geral da emissora e seu desempenho perante o mercado radiofônico.
A intervenção do regime militar e as constantes perseguições políticas atingem a Nacional em um momento que já era de bastante dificuldade . Gurgel se mantém trabalhando até 1983, quando é enfim demitido. Morre em 1988, decorrente de pneumonia e mal de Parkinson.

Uma coluna de Artur da Távola no Jornal O Globo em 1983 diz:
Falar em Rádio Nacional e dos seus tempos áureos é lembrar o nome do novelista Amaral Gurgel. Seus textos emocionaram o país tal e qual hoje a televisão. [...] Pois Amaral Gurgel, com mais de 70 anos, foi demitido recentemente da Rádio Nacional. Desconheço as causas mas demitir um servidor como Amaral Gurgel em idade avançada em qualquer circunstância configura ato de violência. Ninguém fica demissível repentinamente, após mais de 30 anos de impecáveis e meritórios serviços. Vivesse Amaral Gurgel num país em que a literatura popular radiofônica fosse respeitada e estaria (como está) entre os nomes principais, merecendo o acatamento intelectual compatível com o vulto e o valor social de seu trabalho. No Brasil, está sendo demitido... Aqui, ser idoso é pecado.

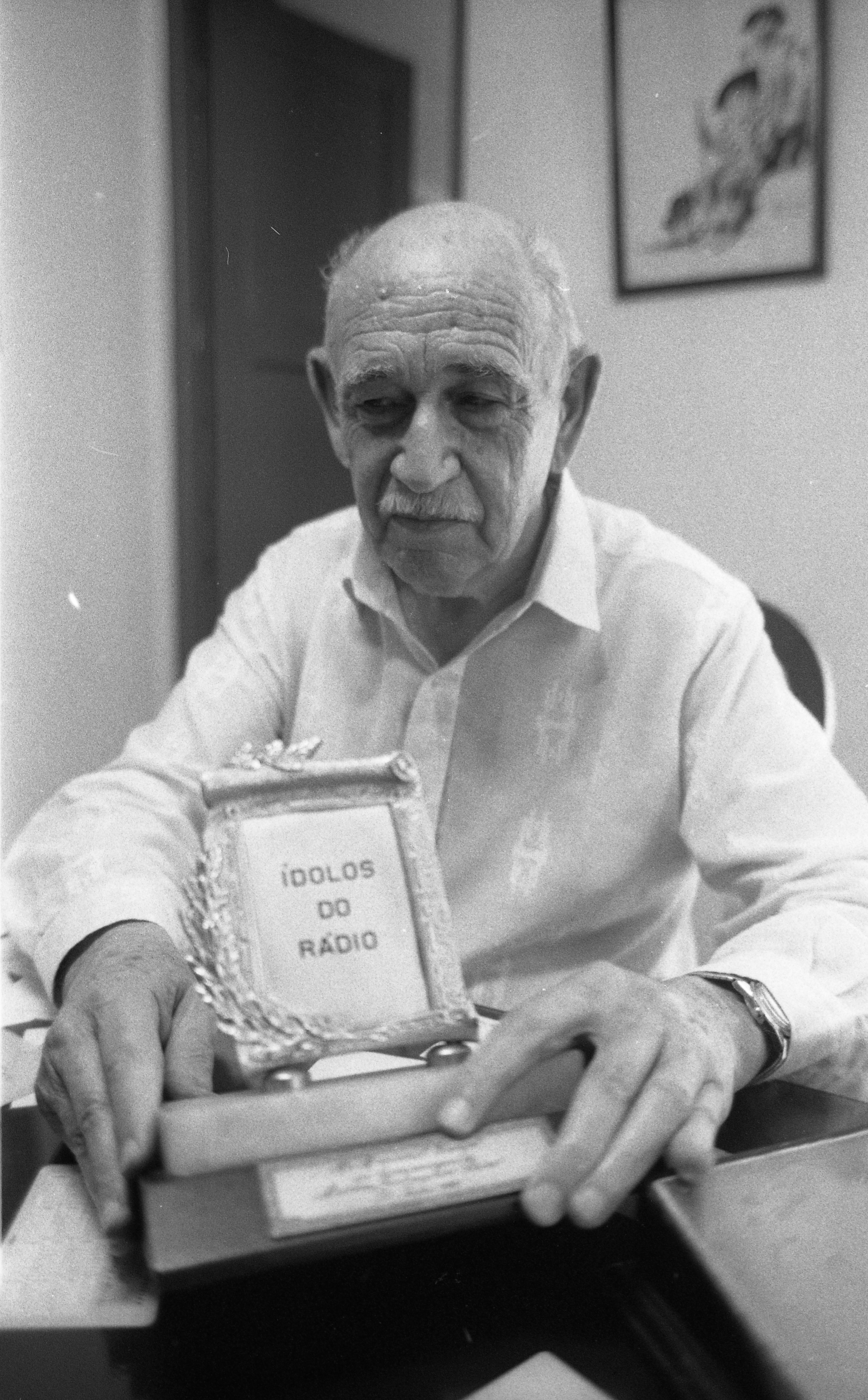
Amaral Gurgel em idade avançada segurando o troféu onde se lê "Ídolos do Rádio".

### Últimos anos e acervo
Amaral Gurgel foi diretor de redação da revista Sétimo Céu onde, entre outros trabalhos, escreveu as biografias de artistas como Jerry Adriani, Roberto Carlos e Wanderley Cardoso; foi tradutor e editor da Editora Bruguera que, no Brasil, traduzia as principais obras literárias da época. 
Hoje, grande parte da produção sobrevivente de Amaral Gurgel se encontra no acervo do MIS-RJ e no Arquivo da Rádio Nacional (atualmente vinculada à EBC), no Rio de Janeiro. O novelista menciona no depoimento que uma grande parte de seu acervo pessoal teria se perdido em um incêndio no Teatro Carlos Gomes.
Em 1988 a Prefeitura de Araraquara nomeou a praça Francisco Ignácio do Amaral Gurgel (Duke) em sua homenagem. Em 2018 a editora Chiado publicou um livro de memórias familiares de Amaral Gurgel, intitulada “Da locomotiva à máquina de escrever”. Em 2022 a Rádio Nacional publicou suas radionovelas A Vidente e o Vigarista e Poronga, Terçado e Coragem em seu site e nas plataformas de streaming. Seu acervo pessoal, bem como sua biografia, foram objetos da pesquisa de mestrado "Entre a Memória Familiar e o Arquivo", de Guilherme Gurgel, pela Universidade Federal do Estado do Rio de Janeiro, em 2023.

## Obras

### Obras radiofônicas (incluindo radionovelas e peças de radioteatro)[59]
| Título                                                  | Período                                                                                   | Emissora                                  | Horário                     |
| Adeus Querida                                           | 01/07/1949                                                                                | Globo                                     | 14:30                       |
| Amigo, O                                                | 1970                                                                                      | Nacional                                  |                             |
| Ano Novo                                                | 31/12/1949                                                                                | Globo                                     | 20:30                       |
| Ao Soar do Gongo                                        | ? - 28/11/1947                                                                            | Globo                                     | 2ª, 4ª e 6ª - 20:30         |
| Arrependimento                                          | 21/09/1948 - 15/11/1948                                                                   | Globo                                     | 3ª, 5ª e sáb. - 20:30       |
| Aventuras de Frank Vernon                               | 1940-1942                                                                                 | Nacional                                  |                             |
| Banzo                                                   | 1953                                                                                      | Rádio Nacional (São Paulo)                | 21:05                       |
| Boa Noite Luigi                                         |                                                                                           | Nacional                                  |                             |
| Caminho das Bandeiras, No                               | 1974                                                                                      | Nacional                                  |                             |
| Caminho do Amor                                         | 1982                                                                                      | Nacional                                  |                             |
| Casa da Solidão, A                                      |                                                                                           | Nacional                                  |                             |
| Chininha                                                |                                                                                           | Nacional                                  |                             |
| Colonos, Os                                             | ? - 29/08/1947                                                                            | Globo                                     |                             |
| Como a Estrada É Longa                                  |                                                                                           | Nacional                                  |                             |
| Como te Odeio Meu Amor                                  | 04/03/1969 - 09/09/1969                                                                   | Nacional                                  |                             |
| Conceição da Vila                                       | 23/06/1949 - 20/08/1949                                                                   | Globo                                     | 3ª, 5ª e sáb. - 20:30       |
| Decepção                                                | 18/01/1949 - 24/02/1949                                                                   | Globo                                     | 3ª, 5ª e sáb. - 20:30       |
| Destinos Cruzados                                       |                                                                                           | Nacional                                  |                             |
| Dever                                                   | 04/05/1945 - 18/05/1945                                                                   |                                           | 2ª, 4ª e 6ª - 11:30         |
| Diário de Mulher, Um                                    | 13/05/1947 - 12/06/1947                                                                   | Globo                                     | 3ª, 5ª e sáb. - 20:30       |
| Direito de Matar, O                                     | 1965                                                                                      | Rádio Nacional (São Paulo)                |                             |
| Dorme Menino, Dorme                                     | 18/12/1966 - 27/06/1967                                                                   | Nacional                                  |                             |
| Drama de Cada Um                                        | 23/08/1965 - 31/12/1965                                                                   | Nacional                                  |                             |
| Duas Irmãs                                              | 13/11/1947 - 29/11/1949                                                                   | Globo                                     | 3ª, 5ª e sáb. - 20:30       |
| Dúvida, A                                               | 02/06/1951 - 17/07/1951                                                                   | Globo                                     | 3ª, 5ª e sáb. - 20:30       |
| Dono da Saudade, O                                      | 1963                                                                                      | Rádio São Paulo                           | 2ª, 4ª e 6ª - 11:00         |
| É Preciso Viver                                         | 1955                                                                                      | Rádio Mundial                             | 2ª, 4ª e 6ª - 21:00         |
| É Sempre Tempo de Amar                                  | 06/08/1980 - ?                                                                            | Nacional                                  |                             |
| Enquanto o Sono Não Chega                               | 1956                                                                                      | Rádio Mundial                             | 2ª, 4ª e 6ª - 21:00         |
| Era Uma Vez Uma Farmácia                                | 1962                                                                                      | Rádio Nacional (São Paulo)                |                             |
| Felicidade Custa Pouco, A                               | 23/10/1968 - 26/03/1969                                                                   | Nacional                                  |                             |
| Filha do Mar, A                                         | 21/09/1948 - 19/10/1948                                                                   | Globo                                     | 3ª, 5ª e sáb. - 14:30       |
| Gente de Circo                                          | 26/03/1942 - 25/11/1942                                                                   | Nacional                                  | Variou                      |
| Grande Aventura, A                                      | 01/12/1947 - 31/12/1947                                                                   | Globo                                     | 2ª, 4ª e 6ª - 20:30         |
| Grande Pecado, O                                        | 05/1944 - ?                                                                               | Nacional                                  |                             |
| Herança Maldita                                         | 02/05/1949 - 26/06/1949                                                                   | Globo                                     | 2ª, 4ª e 6ª                 |
| História em Cada Casa, Uma                              | 23/01/1970 - 05/03/1970                                                                   | Nacional                                  |                             |
| Homens Sem Bandeira                                     | 02/03/1948 - 01/04/1948                                                                   | Globo                                     | 3ª, 5ª e sáb. - 20:30       |
| Hotel ao Luar                                           | 1957                                                                                      | Mayrink Veiga                             |                             |
| Imigrantes, Os                                          | 15/02/1945 - 17/04/1945                                                                   | Globo                                     | 3ª, 5ª e sáb. - 19:30       |
| João Timbira em Redor do Brasil                         | 1940                                                                                      | Nacional                                  |                             |
| Maldição de Íbis, A                                     | 05/12/1950 - 30/12/1950                                                                   | Globo                                     | 3ª, 5ª e sáb. - 20:30       |
| Mãos Que Falam                                          |                                                                                           | Nacional                                  |                             |
| Mãos Vazias                                             | 10/1980 - ?                                                                               | Nacional                                  |                             |
| Memórias de um Vagabundo                                | 03/03/1949 - 30/04/1949                                                                   | Globo                                     | 3ª, 5ª e sáb. - 20:30       |
| Meu Nome É Doutor                                       |                                                                                           |                                           | 3ª, 5ª e sábado             |
| Mulher de Verde, A                                      | 15/07/1947 - 11/09/1947                                                                   | Globo                                     | 3ª, 5ª e sáb. - 20:30       |
| Mulher Sem Nome, A                                      | 14/07/1970 - 08/10/1970                                                                   | Nacional                                  |                             |
| Natal, O                                                | 02/12/1947                                                                                | Globo                                     | 3ª, 5ª e sáb. - 20:30       |
| Noturno                                                 | 19/04/1945 - 30/12/1947                                                                   | Globo                                     | 3ª, 5ª e sáb. - 19:30       |
| Olhai o Sol nas Alturas                                 | 1956                                                                                      | Mayrink Veiga                             |                             |
| Outra, A                                                |                                                                                           | Nacional                                  | 3ª e 5ª - 10:30             |
| Padre Prior, O                                          | 06/03/1948 - ?                                                                            | Globo                                     | 3ª, 5ª e sáb. - 20:30       |
| Papai Noel Mentiu Pra Mim                               | 16/12/1985 - 20/12/1985                                                                   | Nacional                                  |                             |
| Passado Não Volta, O                                    | ? - 03/02/1945                                                                            | Globo                                     | 3ª, 5ª e sáb, - 19:30       |
| Passageira sem Destino, A                               | 10/03/1951 - 05/05/1951 (Retransmissão pela Rádio Nacional entre 02/04/1968 - 10/05/1968) | Globo (Retransmitida pela Rádio Nacional) | 3ª, 5ª e sáb. - 20:30       |
| Pedro Mestiço (autoria compartilhada com Pedro Macário) | 1951                                                                                      | Globo                                     | 20:30                       |
| Penumbra (inicialmente Alvorada)                        | 11/10/1943 - 24/12/1943                                                                   | Nacional                                  |                             |
| Pequeno Napoleão, O                                     | 01/05/1949 - 20/06/1947                                                                   | Globo                                     | 2ª, 4ª e sáb. - 20:30       |
| Piedosa Mentira, A                                      | 18/12/1950 - 31/01/1951                                                                   | Globo                                     | 2ª a 6ª - 18:45             |
| Policial Vassalo                                        | 21/06/1942 - 22/11/1942                                                                   | Nacional                                  | Domingos                    |
| Ponte, A                                                | 01/04/1970 - 07/10/1970                                                                   | Nacional                                  |                             |
| Poronga, Terçado e Coragem                              | 1979                                                                                      | Nacional                                  |                             |
| Preço da Honestidade, O                                 | 1983                                                                                      | Nacional                                  |                             |
| Primeiros Deuses, Os                                    | 1972                                                                                      | Nacional                                  |                             |
| Professora, A                                           | 06/12/1949 - 30/01/1950                                                                   | Globo                                     | 2ª, 4ª e 6ª - 14:30         |
| Que o Céu Me Condene                                    | 1952                                                                                      | Rádio Nacional (São Paulo)                | 2ª - 20:00                  |
| Raça                                                    | 17/03/1980 - 05/08/1980                                                                   | Nacional                                  |                             |
| Rei Mago Que Não Viu Jesus, O                           | 1983                                                                                      | Nacional                                  |                             |
| Rendas e Mantilhas                                      | 03/07/1946 - 30/08/1946                                                                   | Globo                                     | 2ª, 4ª e 6ª - 20:30         |
| Retalhos da Vida                                        | 1956                                                                                      | Rádio Mundial                             | 3ª, 5ª e sáb. - 21:00       |
| Riso de Menina, Um                                      | 16/10/1945 - ?                                                                            | Globo                                     | 3ª, 5ª e sáb. - 20:30       |
| Romance das Cartas                                      | 1952                                                                                      | Rádio Nacional (São Paulo)                |                             |
| Sangue Bandeirante                                      | 10/1982 - 04/1983                                                                         | Nacional                                  |                             |
| São Bernardo                                            | ? - 20/06/1949                                                                            | Globo                                     | 3ª, 5ª e sáb. - 20:30       |
| Secretária, A                                           | 01/09/1949 - 29/09/1949                                                                   | Globo                                     | 5ª e sáb. - 20:30           |
| Sombra de Mulher, Uma                                   | 05/1983                                                                                   | Nacional                                  |                             |
| Senhor Ninguém                                          | 23/08/1949 - 20/09/1949                                                                   | Globo                                     | 3ª, 5ª e sáb. - 20:30       |
| Sonho de Natal, O                                       | 25/10/1985 - 30/10/1985                                                                   | Nacional                                  |                             |
| Sua Excelência, O Garçom                                | 1953                                                                                      | Rádio Nacional (São Paulo)                |                             |
| Tatinha                                                 | 01/05/1974 - 09/08/1974                                                                   | Nacional                                  |                             |
| Táxi, Por Favor                                         |                                                                                           | Nacional                                  |                             |
| Teatro de Sonho: diversas peças                         | 08/09/1948 - 13/12/1949                                                                   | Globo                                     | 21:35/21:00                 |
| Ternura                                                 |                                                                                           | Nacional                                  |                             |
| Tio Bené, O                                             |                                                                                           | Nacional                                  |                             |
| Travessuras de Um Anjo                                  | 10/09/1969                                                                                | Nacional                                  |                             |
| Três Vidas                                              |                                                                                           | Nacional                                  | 2ª, 4ª e 6ª - 21:00         |
| Velha História, Uma                                     | 16/03/1948 - 13/07/1948                                                                   | Globo                                     | 3ª, 5ª e sáb. - 14:30       |
| Velho Moço, O                                           | 1974                                                                                      | Nacional                                  |                             |
| Vidas Cruzadas                                          | 09/10/1970 - 14/01/1971                                                                   | Nacional                                  |                             |
| Vidas Opostas                                           | ? - 30/03/1950                                                                            | Globo                                     | 3ª, 5ª e sábado             |
| Vidente, A                                              | ? - 30/04/1945                                                                            |                                           | 2ª, 4ª e 6ª - 11:30         |
| Vidente e o Vigarista, A                                | 10/12/1980 - 01/10/1981                                                                   | Nacional                                  |                             |
| Violino na Sombra, Um                                   | 31/05/1945 - 28/07/1945                                                                   | Globo                                     | 3ª, 5ª e sáb. - 19:30/20:00 |
| Volta, A                                                | 01/06/1945 - 29/06/1945                                                                   |                                           | 11:30                       |
| Vozes de Bronze                                         |                                                                                           | Nacional                                  |                             |
| Vovó Emília                                             | 03/01/1948 - 28/02/1948                                                                   | Globo                                     | 3ª, 5ª e sáb. - 20:30       |

### Peças teatrais[59]
| Título                       | Ano  | Montagens                                                               |
| Estrelas Também Morrem, As   | 1962 |                                                                         |
| Gente Honesta                | 1943 | Teatro Regina - Rio de Janeiro (RJ)                                     |
| Homem que Perdeu o Olfato, O |      |                                                                         |
| Pão Duro                     | 1941 | Teatro Serrador - Rio de Janeiro (RJ)                                   |
| Rua Nova                     |      |                                                                         |
| Sonho de um Pierrot          | 1931 | Teatro Municipal de Araraquara (SP)                                     |
| Terra Bendita                | 1936 | Teatro Municipal de Araraquara (SP); Teatro Bela Vista - São Paulo (SP) |
| Transviados, Os              | 1939 |                                                                         |

### Livros e publicações[59]
| Título                              | Ano  | Publicação                                                   |
| Amanhã É Domingo                    | 1939 | Semanário Dom Casmurro (RJ)                                  |
| Antes que se Escureça o Sol         | 1965 | Editora Brughera                                             |
| Banzo                               | 1964 | Editora Brughera                                             |
| Não se Foge do Amor                 | 1965 | Editora Brughera                                             |
| Rua Nova                            | 1952 | Edição da Sociedade Brasileira dos Autores Teatrais          |
| Segredos do Radio-Teatro            | 1964 | Editora Brughera                                             |
| Terra Bendita                       | 1936 | Editora do Departamento de Cultura do Município de São Paulo |
| Trapézios Volantes e Os Transviados | 1941 | Editora da Rádio Nacional                                    |

### Trabalhos televisivos[59]
| Título                       | Ano  | Emissora   | Tipo                 |
| Homem que Perdeu o Olfato, O | 1958 | TV Rio     | Teatro televisionado |
| Tempo Não Apaga, O           | 1972 | TV. Record | Novela               |

## Participações[59]

### Rádio
| Título                         | Período   | Emissora | Tipo                    | Função                                 |
| Bazar                          | 1940      | Nacional | Variedades              | Não especificada                       |
| Busca da Felicidade, Em        | 1940-1943 | Nacional | Novela                  | Atuou no papel de Fonseca              |
| Mais Lindas Cartas de Amor, As | 1940      | Nacional | Concurso                | Participava da leitura das cartas      |
| Teatro em Casa: diversas peças | 1939 -    | Nacional | Programa de radioteatro | Escreveu algumas peças para o programa |